# Streptothamnus
Streptothamnus, monotipski biljni rod iz porodice Berberidopsidaceae, kojemu pripada samo vrsta, S. moorei, penjačica iz toplih kišnih šuma u Queenslandu i Novom Južnom Walesu